# Coppa delle nazioni oceaniane femminile 2010
La Coppa delle nazioni oceaniane femminile 2010 (in inglese 2010 OFC Women's Nations Cup) fu la 9ª edizione del campionato oceaniano femminile di calcio.
Si tenne tra il 29 settembre e l'8 ottobre 2010 in Nuova Zelanda e fu organizzato da Oceania Football Confederation.
La Nuova Zelanda vinse il torneo per la quarta volta, terza consecutiva, senza concedere alcun goal alle avversarie; grazie a tale vittoria ottenne la qualificazione al mondiale 2011 in Germania.

## Squadre
Delle undici Nazionali affiliate OFC che potevano accedere al torneo hanno ottenuto la qualificazione alla fase finale le seguenti otto:
| Nazionale          | Qualificazione | Ultima qualificazione | Ultimo migliore risultato   |
| ------------------ | -------------- | --------------------- | --------------------------- |
| Isole Cook         | 2ª             | 2003                  | 5º posto (2003)             |
| Figi               | 3ª             | 1998                  | 4º posto (1983, 1998)       |
| Nuova Zelanda      | 9ª             | 2007                  | Campione (1983, 1991, 2007) |
| Papua Nuova Guinea | 7ª             | 2007                  | Finalista (2007)            |
| Isole Salomone     | 2ª             | 2007                  | 4º posto (2007)             |
| Tahiti             | 1ª             | —                     | —                           |
| Tonga              | 2ª             | 2007                  | 3º posto (2007)             |
| Vanuatu            | 1ª             | —                     | —                           |

## Città e stadi
L'unico impianto destinato a ospitare gli incontri fu il North Harbour Stadium di North Shore, comune che poche settimane dopo la fine del torneo sarebbe scomparso per essere accorpato ad Auckland.

## Formula del torneo
Le otto squadre che si sono qualificate per la fase finale si sono affrontate in due gruppi di quattro con la formula del girone all'italiana, con le due migliori classificate a passare il turno successivo. A partire dalle semifinali le squadre si sono affrontate a eliminazione diretta, con le due vincitrici che si sono giocate il titolo in finale e le rimanenti a contendersi la successiva posizione nella finale per il terzo posto. La vincitrice ottiene la qualificazione al Mondiale di Germania 2011.

## Fase a gironi

### Gruppo A

#### Classifica
| Pos. | Squadra       | Pt | G | V | N | P | GF | GS | DR  |
| ---- | ------------- | -- | - | - | - | - | -- | -- | --- |
| 1.   | Nuova Zelanda | 9  | 3 | 3 | 0 | 0 | 31 | 0  | +31 |
| 2.   | Isole Cook    | 6  | 3 | 2 | 0 | 1 | 3  | 10 | -7  |
| 3.   | Tahiti        | 3  | 3 | 1 | 0 | 2 | 5  | 9  | -4  |
| 4.   | Vanuatu       | 0  | 3 | 0 | 0 | 3 | 1  | 21 | -20 |

#### Risultati
| Arbitro: | John Saohu |

| |           |  |
| Hearn 10’, 11’, 18’, 29’, 90+1’ Moorwood 25’, 81’ Wilkinson 42’, 59’, 73’, 89’ Erceg 45+2’ White 54’ Milne 68’ | Marcatori |  |

| Arbitro: | Ravitesh Behari |

|              |           |  |
| Mustonen 15’ | Marcatori |  |

| Arbitro: | Ravitesh Behari |

|                                              |           |            |
| Alvarez 14’, 21’, 83’ White 81’ Tokoragi 82’ | Marcatori | 19’ Tougen |

| Arbitro: | Averii Jacques |

|  |           |                                                                                         |
|  | Marcatori | 9’, 40’, 64’ Hearn 16’, 27’, 56’ Gregorius 21’ Hoyle 45’ Percival 57’ Erceg 80’ Jackman |

| Arbitro: | John Saohu |

|  |           |                                                                                |
|  | Marcatori | 36’ Armstrong 59’, 75’ Hearn 76’ Green 80’ Yallop 90’ Gregorius 90+2’ Percival |

| Arbitro: | Ravitesh Behari |

|  |           |                    |
|  | Marcatori | 83’ Napa 89’ Henry |

### Gruppo B

#### Classifica
| Pos. | Squadra            | Pt | G | V | N | P | GF | GS | DR |
| ---- | ------------------ | -- | - | - | - | - | -- | -- | -- |
| 1.   | Papua Nuova Guinea | 9  | 3 | 3 | 0 | 0 | 8  | 1  | +7 |
| 2.   | Isole Salomone     | 4  | 3 | 1 | 1 | 1 | 5  | 2  | +3 |
| 3.   | Tonga              | 3  | 3 | 1 | 0 | 2 | 2  | 8  | -6 |
| 4.   | Figi               | 1  | 3 | 0 | 1 | 2 | 1  | 5  | -4 |

#### Risultati
| Arbitro: | Anna-Marie Keighley |

|                                  |           |  |
| Peninsa 8’ Limbai 58’ Morris 62’ | Marcatori |  |

| Arbitro: | Tupou Patia |

|                                                 |           |  |
| Pegi 12’, 90+1’ Misibini 37’ Maenu'u 74’ (rig.) | Marcatori |  |

| Arbitro: | Tupou Patia |

|                    |           |                |
| Siale 75’ Feke 90’ | Marcatori | 13’ Ratubalavu |

| Arbitro: | Anna-Marie Keighley |

|           |           |                      |
| Saeni 84’ | Marcatori | 29’ Limbai 48’ Siniu |

| Arbitro: | Averii Jacques |

|  |           |                                     |
|  | Marcatori | 28’, 61’ Limbai 74’ (aut.) Likiliki |

| North Shore 4 ottobre 2010, ore 15:30 UTC+13 | Figi                | 0 – 0 referto | Isole Salomone | North Harbour Stadium (100 spett.)\| Arbitro: \| Anna-Marie Keighley \| |
| Arbitro:                                     | Anna-Marie Keighley |               |                |                                                                         |

## Fase a eliminazione diretta

### Tabellone
|  | Semifinali | Semifinali         | Semifinali         |                    |               | Finale          | Finale          | Finale          |  |
|  |            |                    |                    |                    |               |                 |                 |                 |  |
|  | 1A         | Nuova Zelanda      | 8                  |                    |               |                 |                 |                 |  |
|  | 1A         | Nuova Zelanda      | 8                  |                    |               |                 |                 |                 |  |
|  | 2B         | Isole Salomone     | 0                  |                    |               |                 |                 |                 |  |
|  | 2B         | Isole Salomone     | 0                  |                    | Nuova Zelanda | Nuova Zelanda   | 11              |                 |  |
|  |            |                    |                    |                    | Nuova Zelanda | Nuova Zelanda   | 11              |                 |  |
|  |            |                    | Papua Nuova Guinea | Papua Nuova Guinea | 0             |                 |                 |                 |  |
|  | 1B         | Papua Nuova Guinea | Papua Nuova Guinea | Papua Nuova Guinea | 0             | 1               |                 |                 |  |
|  | 1B         | Papua Nuova Guinea |                    |                    |               | 1               |                 |                 |  |
|  | 2A         | Isole Cook         | 0                  |                    |               | Finale 3º posto | Finale 3º posto | Finale 3º posto |  |
|  | 2A         | Isole Cook         | 0                  |                    |               |                 |                 |                 |  |
|  |            |                    |                    |                    |               |                 |                 |                 |  |
|  |            |                    |                    |                    |               | Isole Salomone  | Isole Salomone  | 0               |  |
|  |            |                    |                    |                    |               | Isole Salomone  | Isole Salomone  | 0               |  |
|  |            |                    |                    |                    |               | Isole Cook      | Isole Cook      | 2               |  |

### Semifinali
| Arbitro: | Tupou Patia |

|                                                                                    |           |  |
| White 7’, 86’ Percival 17’ Moorwood 30’ Hearn 36’ Gregorius 52’, 68’ Wilkinson 60’ | Marcatori |  |

| Arbitro: | Anna-Marie Keighley |

|            |           |  |
| Limbai 62’ | Marcatori |  |

### Finale terzo posto
| Arbitro: | Anna-Marie Keighley |

|  |           |                               |
|  | Marcatori | 70’ (rig.) Henry 79’ Mustonen |

### Finale
| Arbitro: | John Saohu |

| |           |  |
| Riley 7’, 15’ Percival 18’ Wilkinson 32’, 36’ White 38’, 50’, 56’ Gregorius 73’ Hearn 79’ Green 84’ | Marcatori |  |

## Classifica marcatrici
La neozelandese Amber Hearn conquista il titolo di capocannoniere del torneo per la prima volta.
12 reti
- Amber Hearn

7 reti
- Sarah Gregorius
- Hannah Wilkinson

6 reti
- Rosie White

5 reti
- Zeena Limbai

4 reti
- Ria Percival

3 reti
- Hayley Moorwood
- Heimiri Alvarez

2 reti
- Regina Mustonen
- Abby Erceg
- Anna Green
- Ali Riley
- Ileem Pegi

1 rete
- Mama Henry
- Teariivahine-Iteuaterai Henry
- Dayna Napa
- Bela Ratubalavu
- Bridgette Armstrong
- Katie Hoyle
- Maia Jackman
- Liz Milne
- Kirsty Yallop
- Rumona Morris
- Sammy Peninsa
- Deslyn Siniu
- Betty Maenu'u
- Ella Misibini
- Sally Saeni
- Tihani Tokoragi
- Tiare White
- Vasi Feke
- Fololeni Siale
- Stephanie Tougen

Autoreti
- Lupe Likiliki (playing against Papua New Guinea)